# Shon Norman
Shon Norman (* 19. März 1991) ist ein ehemaliger israelischer Eishockeyspieler, der den Großteil seiner Laufbahn bei Monfort Ma’alot (früher: HC Ma’alot) in der Israelischen Eishockeyliga unter Vertrag stand.

## Karriere
Shon Norman begann seine Karriere als Eishockeyspieler beim HC Ma’alot, für den er bereits als 13-Jähriger in der israelischen Eishockeyliga debütierte. 2007 wechselte er zu den New Jersey Colonials in die Vereinigten Staaten und spielte für diese in der Atlantic Youth Hockey League. 2009 kehrte er zu seinem Stammverein, der sich inzwischen Monfort Ma’alot nannte, zurück und gewann mit ihm 2010 den israelischen Meistertitel. 2011 beendete er dort seine Karriere.

### International
Im Juniorenbereich stand Norman für Israel bei den U18-Weltmeisterschaften 2005 und 2006 jeweils in der Division III sowie 2007 und 2008 in der Division II auf dem Eis.
Mit der Herren-Nationalmannschaft nahm Norman zunächst 2010 an der Weltmeisterschaft der Division II und nach dem dort erlittenen Abstieg an der Division III 2011, als der sofortige Wiederaufstieg gelang, teil.

## Erfolge und Auszeichnungen
- 2006 Aufstieg in die Division II bei der Weltmeisterschaft der Division III
- 2010 Israelischer Meister mit dem HC Ma’alot
- 2011 Aufstieg in die Division II bei der Weltmeisterschaft der Division III